# کی-۲۵

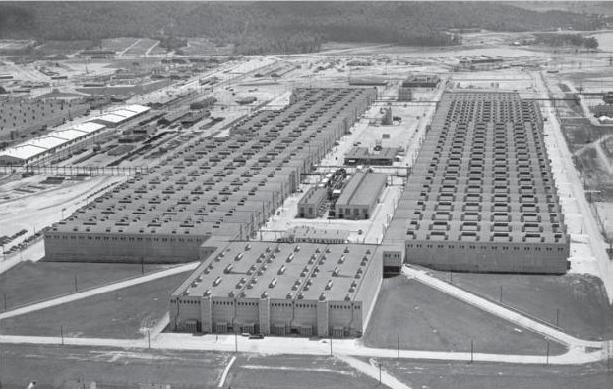
مجموعه تاسیسات غنی سازی واقع در اوک ریج، تنسی که به شکل U ساخته شده بود. این تاسیسات در سال ۲۰۱۳ به طور کامل تخریب شد.

کی-۲۵ (انگلیسی: K-25) نام کد رمزی بود که طی پروژه منهتن برای برنامه غنی سازی اورانیوم جهت تولید بمب اتمی در نظر گرفته شده بود. طی این پروژه، اورانیوم غنی شده مورد نیاز برای بمب اتمی به روش انتشار گازی و در مجموعه بزرگ تاسیساتی که در اوک ریج، تنسی ساخته شده بود تولید می‌شد. این تاسیسات در زمان ساخت در سال ۱۹۴۴، بزرگترین ساختمان ساخته شده به دست بشر با زیربنایی در حدود ۱۵۲٬۰۰۰ متر مربع بود.